# Per Olov Enquist
P.O. Enquist, właśc. Per Olov Enquist (ur. 23 września 1934 w Hjoggböle, zm. 25 kwietnia 2020 w Vaxholm) – szwedzki pisarz, prozaik, autor sztuk teatralnych, publicysta i scenarzysta filmowy.
Studiował historię literatury na Uniwersytecie w Uppsali, przez wiele lat pracował jako krytyk literacki oraz teatralny w prasie i telewizji. Jako pisarz debiutował na początku lat 60., w swoich utworach podejmował tematykę psychologiczną, chętnie eksperymentował z formą. Przełomem w jego karierze literackiej okazała się powieść Piąta zima magnetyzera – została dostrzeżona przez krytyków i przetłumaczona na wiele języków. Akcja książki rozgrywa się w 1793, w jednym z niemieckich księstw. Jej bohaterem jest Friedrich Meisner, cudotwórca-hochsztapler leczący swych pacjentów iluzjami, jednak skutecznie – do czasu zdemaskowania. Pisarza zastanawiała siła i cena nadziei, nawet jeśli jest ona tylko złudzeniem.
Enquist był cenionym prozaikiem, jednak równie znaczącą rolę w jego dorobku pełnią dramaty. Był także autorem (lub współautorem) scenariusza kilku filmów, w tym nagrodzonej Oscarem sagi rodzinnej Pelle zwycięzca. Fabułę swych dzieł często opierał na rzeczywistych wydarzeniach, opisując m.in. Augusta Strindberga, Hansa Christiana Andersena i Marię Skłodowską-Curie. 
Był laureatem wielu prestiżowych nagród (m.in. 1969 Nagroda literacka Rady Nordyckiej za Legionistów).

## Polskie przekłady
- Biblioteka kapitana Nemo (Kapten Nemos bibliotek 1991)
- Dla Fedry; Z życia glist; Godzina kota; Tupilak (sztuki teatralne)
- Piąta zima magnetyzera (Magnetisörens femte vinter 1964)
- Strącony anioł (Nedstörtad ängel 1985)
- Wizyta królewskiego konsyliarza (Livläkarens besök 1999)
- Opowieść o Blanche i Marie 2006 (Boken om Blanche och Marie 2004)